# Joel Corry
Joel Corry (Londen, 10 juni 1989) is een Brits house-dj.

## Biografie
Corry begon zijn carrière als acteur. Sinds 2012 is hij dj en in 2015 zijn eerste singles Back Again en Light It Up uit, maar die hadden nog niet al te veel succes. In 2019 beleefde Corry zijn doorbraak in het Verenigd Koninkrijk met het nummer Sorry, wat hem daar een top 10-hit oplevert, mede doordat het te zien was in de ITV-serie Love Island.
Nederland leert Joel Corry kennen als hij in 2020 met MNEK. de single Head & Heart uitbrengt. Hiermee breekt hij in heel Europa door en scoort hij een enorme hit. Opvolger Bed (2021), een samenwerking met David Guetta, wordt wederom een hit. Verder scoort hij dat jaar nog meer hits met Out Out (met Jax Jones) en I Wish (met Mabel).
In 2022 doet Corry opnieuw goede zaken met de hits What Would You Do? (wederom met David Guetta), History (met Becky Hill) en Lionheart (Fearless) (met Tom Grennan). Een jaar later heeft Corry opnieuw succes met het nummer 0800 Heaven, een samenwerking met Nathan Dawe en Ella Henderson. 

## Hitlijsten

### Singles
| Single met eventuele hitnotering(en) in de Nederlandse Top 40 | Datum van verschijnen | Datum van binnenkomst | Hoogste positie | Aantal weken | Opmerkingen                           |
| ------------------------------------------------------------- | --------------------- | --------------------- | --------------- | ------------ | ------------------------------------- |
| Head & Heart                                                  | 2020                  | 25-07-2020            | 1(5wk)          | 33           | met MNEK / Alarmschijf                |
| Bed                                                           | 2021                  | 06-03-2021            | 4               | 21           | met David Guetta & Raye / Alarmschijf |
| Out Out                                                       | 2021                  | 04-09-2021            | 24              | 9            | met Jax Jones, Charli XCX & Saweetie  |
| I Wish                                                        | 2021                  | 11-12-2021            | 33              | 6            | met Mabel                             |
| What Would You Do?                                            | 2022                  | 09-04-2022            | 13              | 19           | met David Guetta & Bryson Tiller      |
| History                                                       | 2022                  | 06-08-2022            | 28              | 6            | met Becky Hill / Alarmschijf          |
| Lionheart (Fearless)                                          | 2022                  | 22-10-2022            | 15              | 19           | met Tom Grennan                       |
| 0800 Heaven                                                   | 2023                  | 10-06-2023            | 4               | 24           | met Nathan Dawe & Ella Henderson      |
| Desire                                                        | 2023                  | 15-07-2023            | tip19           | -            | met Icona Pop & Rain Radio            |
| Drinkin'                                                      | 2023                  | 26-08-2023            | tip14           | -            | met MK & Rita Ora                     |

| Single met hitnotering(en) in de Vlaamse Ultratop 50 | Datum van verschijnen | Datum van binnenkomst | Hoogste positie | Aantal weken | Opmerkingen                      |
| ---------------------------------------------------- | --------------------- | --------------------- | --------------- | ------------ | -------------------------------- |
| Sorry                                                | 2019                  | 03-08-2019            | tip             | -            |                                  |
| Lonely                                               | 2020                  | 08-02-2020            | tip             | -            |                                  |
| Head & Heart                                         | 2020                  | 15-08-2020            | 1               | 39           | met MNEK                         |
| Bed                                                  | 2021                  | 10-04-2021            | 9               | 20           | met David Guetta & Raye          |
| History                                              | 2022                  | 13-08-2022            | 29              | 8            | met Becky Hill                   |
| Lionheart (Fearless)                                 | 2022                  | 12-11-2022            | 20              | 25           | met Tom Grennan                  |
| 0800 Heaven                                          | 2023                  | 15-07-2023            | 27              | 8            | met Nathan Dawe & Ella Henderson |